# Richard England (Radsportler)
Richard England (* 9. Juli 1981) ist ein australischer Bahn- und Straßenradrennfahrer.
Richard England begann seine Karriere 2005 bei der US-amerikanischen Radsportmannschaft Advantage Benefits Endeavour. In seinem ersten Jahr dort gewann er eine Etappe beim Nature Valley Grand Prix. Beim Bahnrad-Weltcup in Sydney belegte er den dritten Platz in der Mannschaftsverfolgung (mit Matthew Goss, Miles Olman und Sean Finning). Im Jahr darauf gewann er eine Etappe bei der Geelong Bay Classic Series. 2007 war England auf zwei Teilstücken der Tour of Tasmania erfolgreich. Außerdem wurde er australischer Meister in der Mannschaftsverfolgung (mit Finning, Michael Ford und Zakkari Dempster). England gewann eine Etappe der Tour de Georgia.

## Erfolge
2007
- Australischer Meister – Mannschaftsverfolgung (mit Zakkari Dempster, Sean Finning und Michael Ford)

2008
- eine Etappe Tour de Georgia

## Teams
- 2005 Advantage Benefits Endeavour
- 2006 Priority Health
- 2007 Priority Health-Bissell
- 2008 Bissell Pro Cycling Team
- 2009 Amore & Vita-McDonald's